# (18) Melpomene
(18) Melpomene – jedna z większych planetoid z pasa głównego.

## Odkrycie
Planetoida została odkryta przez Johna Russella Hinda 24 czerwca 1852 w Londynie.
Nazwana została imieniem Melpomene, która była muzą tragedii w mitologii greckiej.

## Orbita
Orbita (18) Melpomene jest nachylona do płaszczyzny ekliptyki pod kątem 10,13°. Na jeden obieg wokół Słońca ciało to potrzebuje 3 lata i 174 dni, krążąc w średniej odległości 2,30 au od Słońca. Średnia prędkość orbitalna tej planetoidy to ok. 19,42 km/s.

## Właściwości fizyczne
(18) Melpomene ma średnicę ok. 141 km. Jej albedo oszacowano na około 0,22 lub około 0,18, a jasność absolutna wynosi około 6,35m. Średnia temperatura na jej powierzchni sięga 177 K. Planetoida ta zalicza się do typu S. Na jej powierzchni występują krzemiany i komponenty metaliczne.
Rotuje w czasie 11 godzin i 34 minut.
Na podstawie obserwacji przeprowadzonych za pomocą teleskopu Hubble’a stwierdzono, że Melpomene ma lekko wydłużony kształt. Nie stwierdzono też istnienia żadnego jej satelity.